# 劇場版 美少女戦士セーラームーンS
『劇場版美少女戦士セーラームーンS』（げきじょうばんびしょうじょせんしセーラームーンスーパー）は、テレビアニメ『美少女戦士セーラームーンS』をもとにしたアニメ映画作品。
同時上映は『蒼き伝説シュート!』と『おさわが!スーパーベビー』。

## 概要
テレビ朝日の開局及び講談社のなかよし創刊35周年記念作品として上映された。
セーラーちびムーン、セーラーウラヌス、セーラーネプチューン、セーラープルートが本作で初登場した。本作では猫のルナに焦点を置いたストーリーとなっており、アニメシリーズ全般にわたって唯一ルナの人間態が描かれている。
入場者特典は「ひみつの小箱」。
劇場版公開に合わせ、「かぐや姫の恋人」という副題で、原作者の武内直子による書き下ろしコミックス版も発売された（旧コミックス第11巻に収録）。ダイアナが登場することを除けば、大きな差異はない。

### 企画・制作
武内も原作連載開始時からルナの人間態を登場させようと決めていた。ルナの初恋の相手を宇宙飛行士にしたのは、武内が興味を抱いていたと同時に身近に感じていたからだった。
武内が、本作のストーリーを書き下ろしたのは前作に関与できずに完成度に不満を感じていたというが、連載を抱えながらの執筆作業は過酷だったため次作は監修のみに留まった。

## ストーリー
月野家の飼い猫ルナは散歩をしている時、車にはねられそうになるのを通りすがりの青年に助けられ、その青年に恋をしてしまう。その青年・宇宙翔は冬の夜の海辺で謎の水晶を手に入れる。だが、それは45億年ぶりに地球に接近してきた彗星「プリンセス・スノー・カグヤ」の本体の一部だった。その時を境に翔は病気の発作に苦しむようになる。同じ頃東京に雪女のような謎の敵が出現し、街をパニックに陥れる。駆けつけたセーラー戦士達が何とか蹴散らすが、それらはスノー・カグヤの仕業だと知る…。

## 登場人物

### セーラー戦士とその仲間たち
月野うさぎ / セーラームーン
声 - 三石琴乃
オープニングではたい焼き、クレープ、フランクフルト、アイスクリームを食べていた。
ルナ
声 - 潘恵子
本作のキーパーソン。事故に巻き込まれそうになっていた所を、宇宙翔に助けられてから、彼と交流するうちに恋をする。しかし、その想いに苦悩することとなる。『幻の銀水晶』の力によって人間への変身を果たす。
映画では変身すると瞳の色が普段の赤色から、原作同様の青色に変わる。
水野亜美 / セーラーマーキュリー
声 - 久川綾
オープニングでは本屋で参考書を買い、ゲームセンターのパンチングゲームには参加しなかった。
火野レイ / セーラーマーズ
声 - 富沢美智恵
オープニングでは占い店で自分の手相を見ていた。
木野まこと / セーラージュピター
声 - 篠原恵美
原作では美奈子とともに、パーティーで誕生日祝いをされる。
オープニングではパンチングゲームのサンドバッグを壊してしまうも100点を記録。
愛野美奈子 / セーラーヴィーナス
声 - 深見梨加
上述通り、原作ではまこととともにパーティーで誕生日祝いをされる。
オープニングでは洋服屋で試着した。スポーティーから始まって乙女チック、最後は派手なオバサン風。
ちびうさ / セーラーちびムーン
声 - 荒木香恵
オープニングでは占い店でうさぎの呪いの人形を作ってうさぎにシェー（？）をさせた。
天王はるか / セーラーウラヌス
声 - 緒方恵美
海王みちる / セーラーネプチューン
声 - 勝生真沙子
冥王せつな / セーラープルート
声 - 川島千代子
地場衛 / タキシード仮面
声 - 古谷徹
アルテミス
声 - 高戸靖広
ルナの相棒。未来の娘にダイアナがいるが、ルナが人間の男性に恋をしたことで苦悩することになる。
ダイアナ
原作のみ登場し、ルナとアルテミスの未来の娘。

### ゲストキャラクター
宇宙翔（おおぞら かける）
声 - 菊池正美
ルナが恋をした、月のかぐや姫に憧れる青年。宇宙開発事業団に勤務するが、持病である心臓病の影響で宇宙飛行士になるのを諦める。彗星スノー・カグヤを発見したが、その影響で身体に変調をきたしている。
名夜竹姫子（なよたけ ひめこ）
声 - 林原めぐみ
翔の恋人。持病で宇宙飛行士を諦めた翔に代わり、スペースシャトルのパイロットに選ばれる。
原作では、翔とは幼馴染で幼い頃の翔と一緒に宇宙飛行士になろうというお互いの約束を実現させようとしている。
映画では、非科学的なことに否定的な現実主義者。「月にはかぐや姫がいる」という翔の考えを否定しており、翔との間に渦が生じている。

### 敵キャラクター
後にスーパーファミコン作品『美少女戦士セーラームーン Another Story』にて敵キャラクターとして登場する。
プリンセス・スノー・カグヤ
声 - 増山江威子
45億年宇宙を彷徨っていた彗星。以前に地球を手に入れようとしていたが、先代のクイーン・セレニティに妨害されていた。身体の一部である水晶を最初に手に入れた翔を伴侶にしようとする。モデルは、アールデコの「サロメ」という置物。
雪の踊り子（スノーダンサー）
声 - 永島由子、小野寺麻理子
スノー・カグヤの手下の兵士。モデルは、ドイツの某磁器メーカーの「ダンサー」という置物。個々の戦闘力はそれほどでもないが連携力に長けており、セーラームーンを除くセーラー戦士7人との戦いでは必殺技を出す隙を複数で巧みに突き、次々に戦闘不能に追い詰めた。

### その他
アナウンサー
声 - 麻生智久、増谷康紀
報道陣
声 - 幸野善之

## スタッフ
- 原作 - 武内直子
- 監督 - 芝田浩樹
- 企画 - 東伊里弥
- 脚本 - 富田祐弘
- キャラクターデザイン - 香川久
- 作画監督 - 香川久、為我井克美、長谷川眞也
- 美術監督 - 窪田忠雄、橋本和幸
- 音楽 - 有澤孝紀
- 助監督 - まつもとただお
- アニメーション制作 - 東映動画
- 配給 - 東映
- 製作 - 東映、講談社、東映動画

## 主題歌
- オープニングテーマ「ムーンライト伝説」（歌 - 桜っ子クラブさくら組、作詞 - 小田佳奈子、作曲 - 小諸鉄矢、編曲 - 林有三
- エンディングテーマ「Moonlight Destiny」（歌 - 朝川ひろこ、作詞 - 佐藤ありす、作曲 - 池毅、編曲 - 戸塚修）

## 関連イベント
1994年11月29日、本作の公開を記念して「セーラームーンSエクスプレス」というイベント列車が走行（西武新宿駅発西武遊園地駅着）。三石をはじめとした内部太陽系戦士の声優陣と抽選で5万人の中から選ばれた1500人のファンが乗車し、三石が車掌を務めた。同日には西武園ゆうえんちで「セーラームーンSスペシャルイベント」が行われた。三石たちによるトークショーや内部太陽系戦士の着ぐるみキャラクターショー、朝川による「Moonlight Destiny」歌唱といった構成。
12月18日には東京ベイNKホールで「セーラームーンS史上最大のクリスマスパーティー」が開催された。タイトル通りの豪華な内容で、セーラームーンミュージカルの出演者によるミニライブ、声優陣のスペシャルショー、着ぐるみのミュージカル仕立ての芝居、朝川による歌唱という構成。スペシャルショーでは舞台劇、トークショー、アフレコ再現が行われ、各声優はサンタクロース、トナカイ、天使、巫女、タキシード、ドレスといった服装で登壇した。

## 関連CD

### ドラマCD
映画のドラマCDが『美少女戦士セーラームーンS ドラマ編』（びしょうじょせんしセーラームーンスーパー ドラマへん）として1995年2月21日にフォルテ・ミュージックエンタテインメントから発売されている。
収録時間は65分36秒。キャストは映画と同じ。挿入歌として映画の主題歌である「ムーンライト伝説」と「Moonlight Destiny」が使われている。
スタッフ
- 製作：高岩淡、宮原照夫（講談社）、泊懋
- 企画：東伊里弥
- 原作：武内直子
- 脚本：富田祐弘
- 音楽：有澤孝紀
- 作画監督：香川久
- 美術監督：窪田忠雄
- 製作担当：風間厚德
- 監督：芝田浩樹
- カバーイラスト：東映動画

### サウンドトラック
美少女戦士セーラームーンS ミュージックコレクション
映画で使用された楽曲を収録したサウンドトラック。1994年12月21日に日本コロムビアより発売。全12曲。

## 映像ソフト化
セーラームーンの映画すべてを収録した「美少女戦士セーラームーン THE MOVIE DVD-BOX」が2002年3月21日、単巻が2005年4月21日にそれぞれ発売。